# Мари де л’Инкарнасьон
Мари де л’Инкарнасьо́н (Мария Воплощения, фр. Marie de l'Incarnation), имя при рождении Мари Гийяр (фр. Marie Guyart; 28 октября 1599[…], Тур, Турень, Королевство Франция — 30 апреля 1672[…], Квебек, Канада, Новая Франция) — французская монахиня-миссионер XVII века.
Мари де л’Инкарнасьон провела тридцать два года в Новой Франции (будущей Канаде), создала там монастырь урсулинок и стала его настоятельницей.
Л’Инкарнасьон — сочинительница, незаурядный специалист по вопросам теологии; её письма сыну Клоду Мартену, монаху бенедиктинского ордена, считаются произведениями франко-канадского эпистолярного искусства XVII века.
Беатифицирована папой Иоанном Павлом II 22 июня 1980 года, канонизирована папой Франциском 3 апреля 2014 года.